# 1713년 영국 총선
로버트 할리가 이끄는 토리당 내각의 정책들이 토리당 급진파들에 의해 수차례 좌절되었음에도 불구하고, 스페인 왕위계승전쟁을 끝내면서 지지도는 더욱 높아져 토리당의 의석수는 더욱 증가하게 된다.

## 선거 결과
| 정당   | 의석 수 |
| ------ | ------- |
| 토리당 | 369     |
| 휘그당 | 161     |
| 기타   | 28      |
| 합계   | 558석   |